# Bodzentyn
Bodzentyn este un oraș în Polonia.